# シュレーダーの階段

シュレーダーの階段（シュレーダーのかいだん）は錯視の1つ。
左上から右下へ続く階段の絵としても、それと同じ階段が逆さまになった絵としても認識される二次元の絵。知覚心理学における逆遠近の古典的な例である。その名は1858年に発表したドイツの自然科学者Heinrich G. F. Schröderにちなむ。
杉原厚吉によって3次元作品「立体版シュレーダー階段図形」が製作され、2020年に開催された「世界錯覚コンテスト2020」にて優勝を果たした。
「スホーテンの階段」と呼ばれることもある。これはスホーテン教授からエッシャーに対して贈られ、エッシャーの『凹凸』のインスピレーションとなった小さな板金の階段と関連している。この錯覚は他のエッシャー作品"Relativity"にも見られる。
この絵は、「両義図」("ambiguous figure")、 「反転図」("reversible figure")、「双安定図」("bistable figure")など様々に書かれうる。1番目の分類は、図が2つ（もしくはそれ以上）の異なる対象として認識される可能性を示す。2番目は、図を見つめてしばらくすると、向きの認識が無意識に逆転する現象を示す。3番目は、図に対して（1つではなく）2つの安定した認識があるという事実を強調している。
この錯覚は、多くの錯覚の中でも近くの研究に使用されてきた。特に、ある研究では無意識な知覚の切り替わりが7.5-12.5秒に1回ほどの頻度で起こることが確認された。知覚の変化はニューロンの疲労または意識的選択のいずれかに起因するかもしれない。